# Ani (keresztnév)
Az Ani  női név az Anna önállósult beceneve.

## Rokon nevek
Anna

## Gyakorisága
Az újszülötteknek adott nevek körében az 1990-es évekbeni előfordulásáról nincs adat. A 2000-es és a 2010-es években sem szerepelt a 100 leggyakrabban adott női név között.
A teljes népességre vonatkozóan az Ani sem a 2000-es, sem a 2010-es években nem szerepelt a 100 leggyakrabban viselt női név között.